# Ely (Iowa)
Ely es una ciudad ubicada en el condado de Linn en el estado estadounidense de Iowa. En el Censo de 2010 tenía una población de 1776 habitantes y una densidad poblacional de 474,54 personas por km².

## Geografía
Ely se encuentra ubicada en las coordenadas 41°52′47″N 91°35′14″O / 41.87972, -91.58722. Según la Oficina del Censo de los Estados Unidos, Ely tiene una superficie total de 3.74 km², de la cual 3.73 km² corresponden a tierra firme y (0.28%) 0.01 km² es agua.

## Demografía
Según el censo de 2010, había 1776 personas residiendo en Ely. La densidad de población era de 474,54 hab./km². De los 1776 habitantes, Ely estaba compuesto por el 97.52% blancos, el 0.34% eran afroamericanos, el 0.11% eran amerindios, el 0.51% eran asiáticos, el 0% eran isleños del Pacífico, el 0.56% eran de otras razas y el 0.96% pertenecían a dos o más razas. Del total de la población el 2.25% eran hispanos o latinos de cualquier raza.